# Fiat 1100 Trasformabile
Pour les articles homonymes, voir Fiat 1100 et Fiat 1200.
La Fiat 1100 TV Trasformabile (Turismo Veloce Cabriolet) et Fiat 1200 TV Spyder est une voiture de sport GT cabriolet, du constructeur automobile italien Fiat, présentée au salon international de l'automobile de Genève 1955, et produite à 4 392 exemplaires jusqu'en 1959. 

## Historique
Deux ans après avoir lancé sa nouvelle berline, la Fiat 1100-103 (Fiat 1100 Type 103) Fiat lance cette version spider-cabriolet « Fiat 1100-103 TV Trasformabile » à l'occasion du salon international de l'automobile de Genève.

Fiat 1100 TV Trasformabile
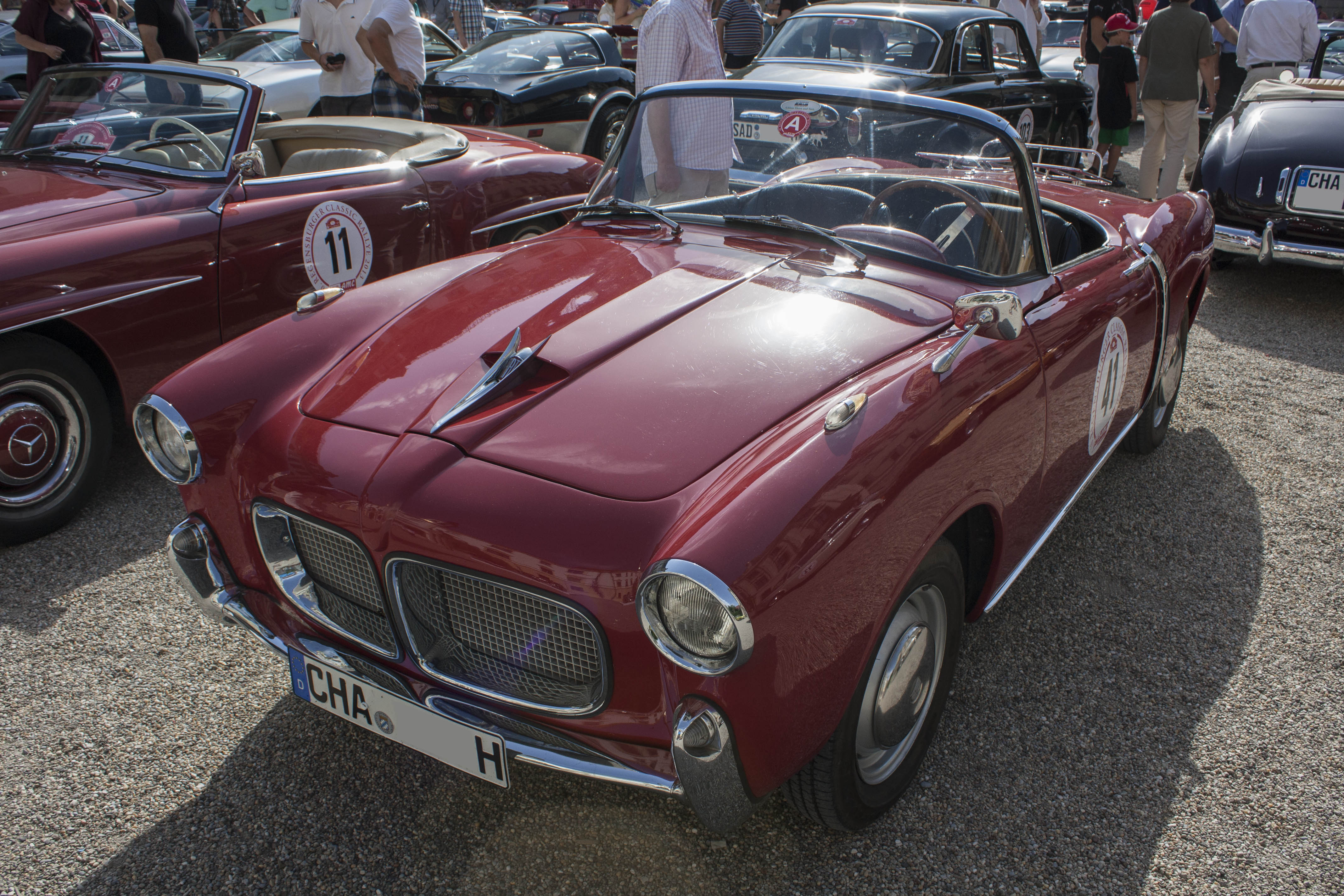
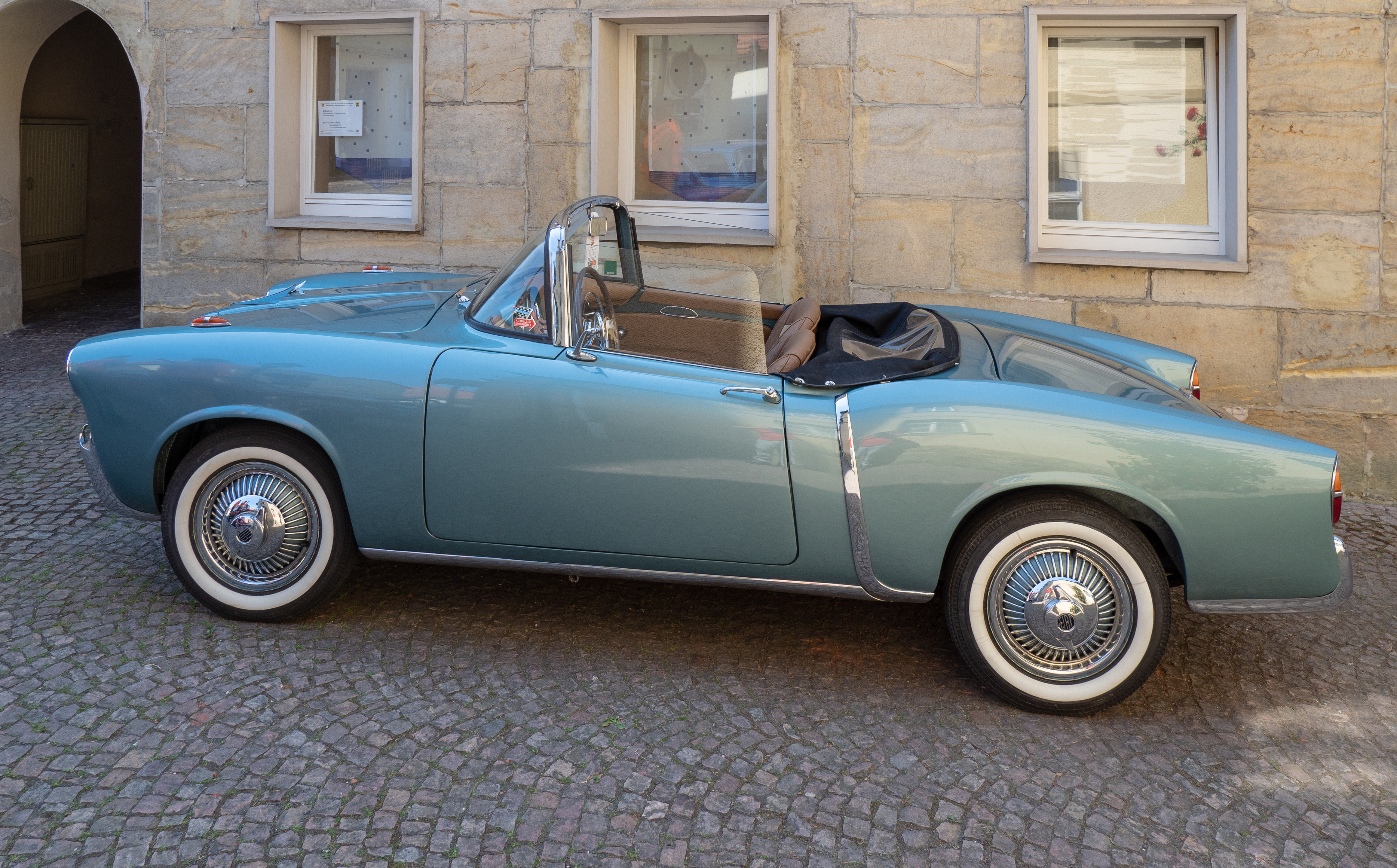
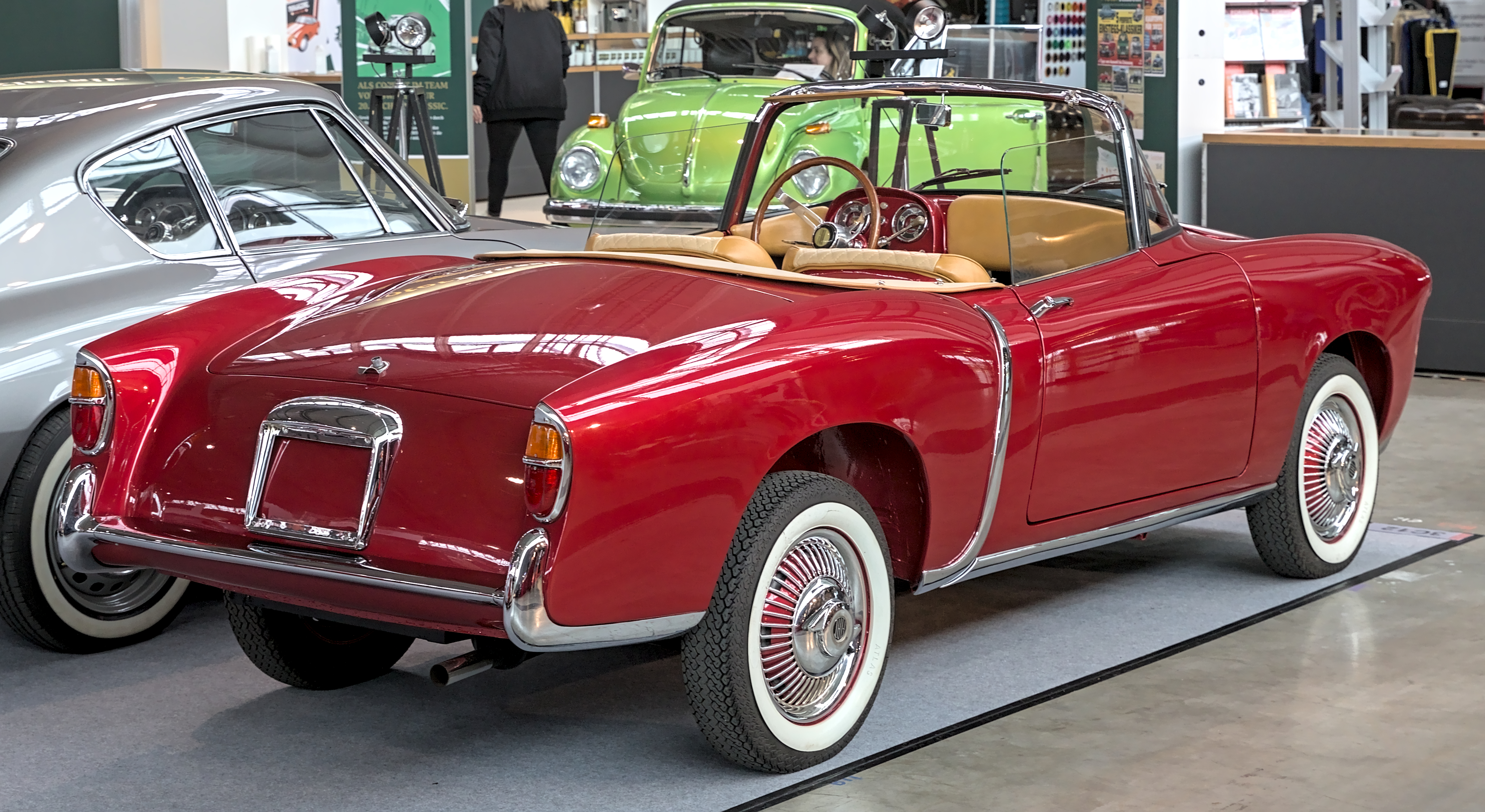

Entièrement conçue par le département des « carrosseries spéciales » (Sezione Fiat Carrozzerie Speciali) des bureaux d'études Fiat turinois, du chef-designer Fabio Luigi Rapi (en), ce cabriolet reprend la base du châssis-moteur de la version sportive des berlines 1100/103 TV (Turismo Veloce) à moteur 4 cylindres de 1,1 L, sur laquelle Luigi Rapi avait dessiné une carrosserie légère, très inspirée des Maserati A6G, Lancia Aurelia, Alfa Romeo Giulietta Spider, Mercedes-Benz 190 SL, BMW 507, ou encore des canons esthétiques américains de l'époque, de style Chevrolet Corvette (C1) ou Ford Thunderbird I, avec un pare-brise panoramique et une grande quantité de chromes,.

Fiat 1200 TV Spyder
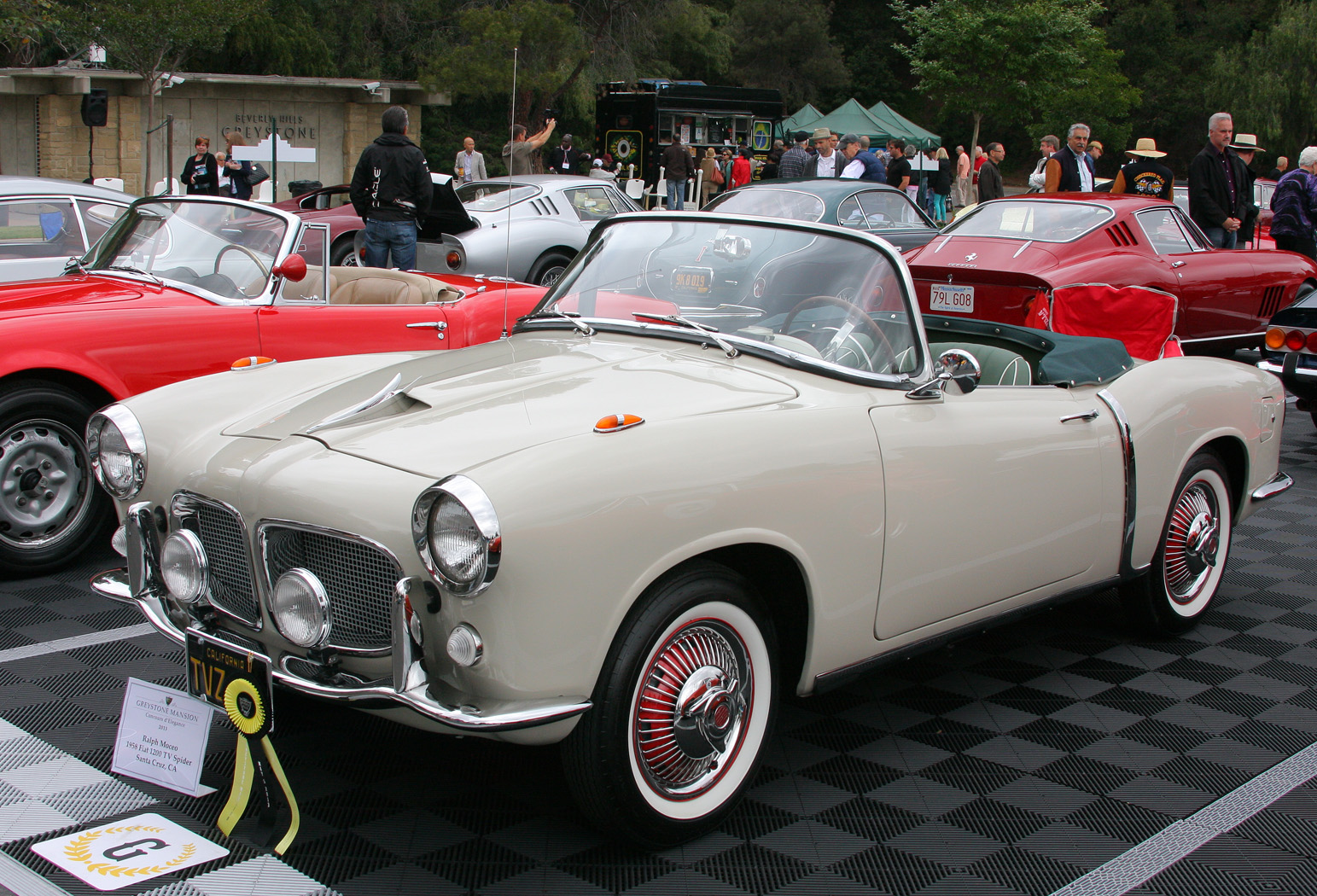
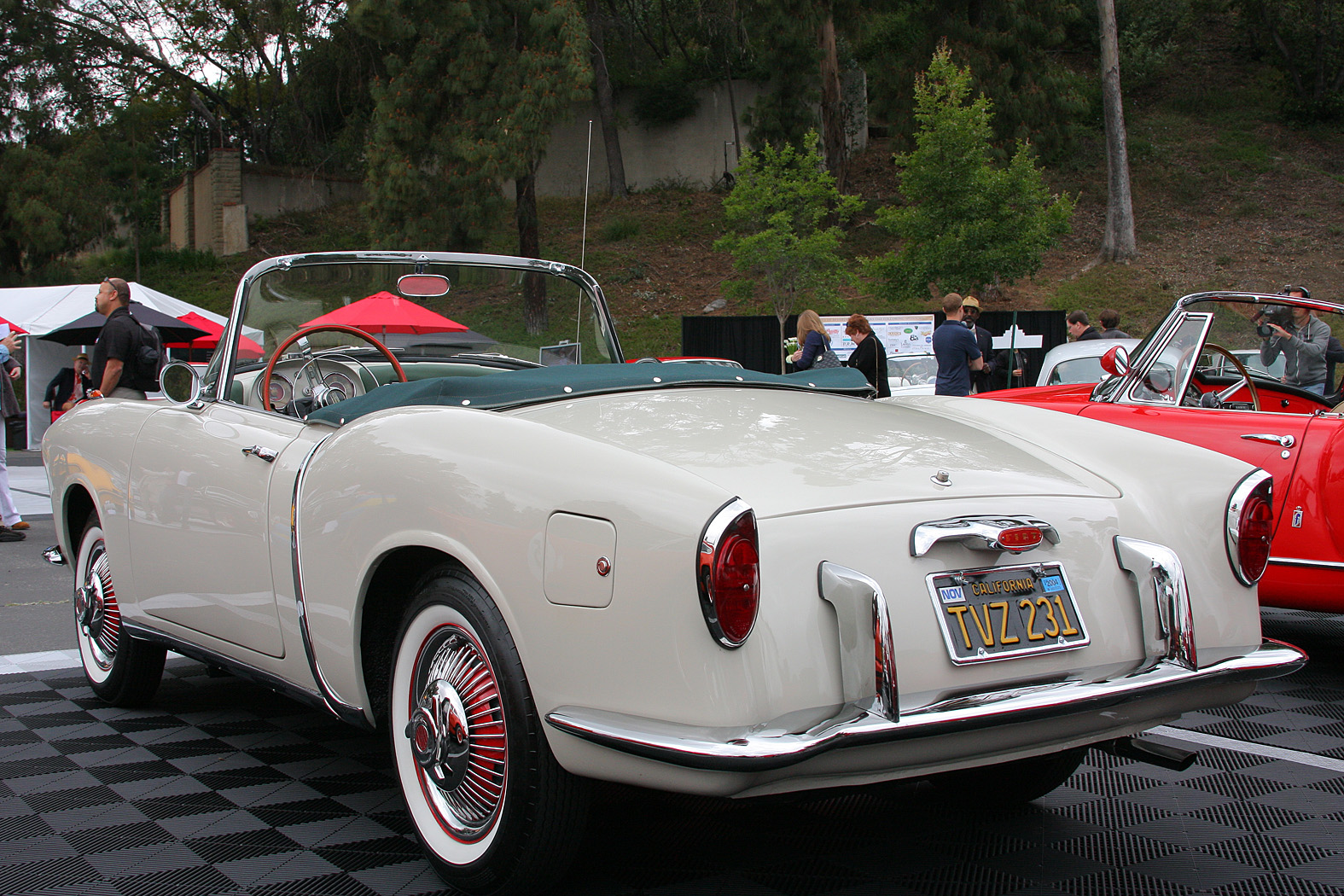
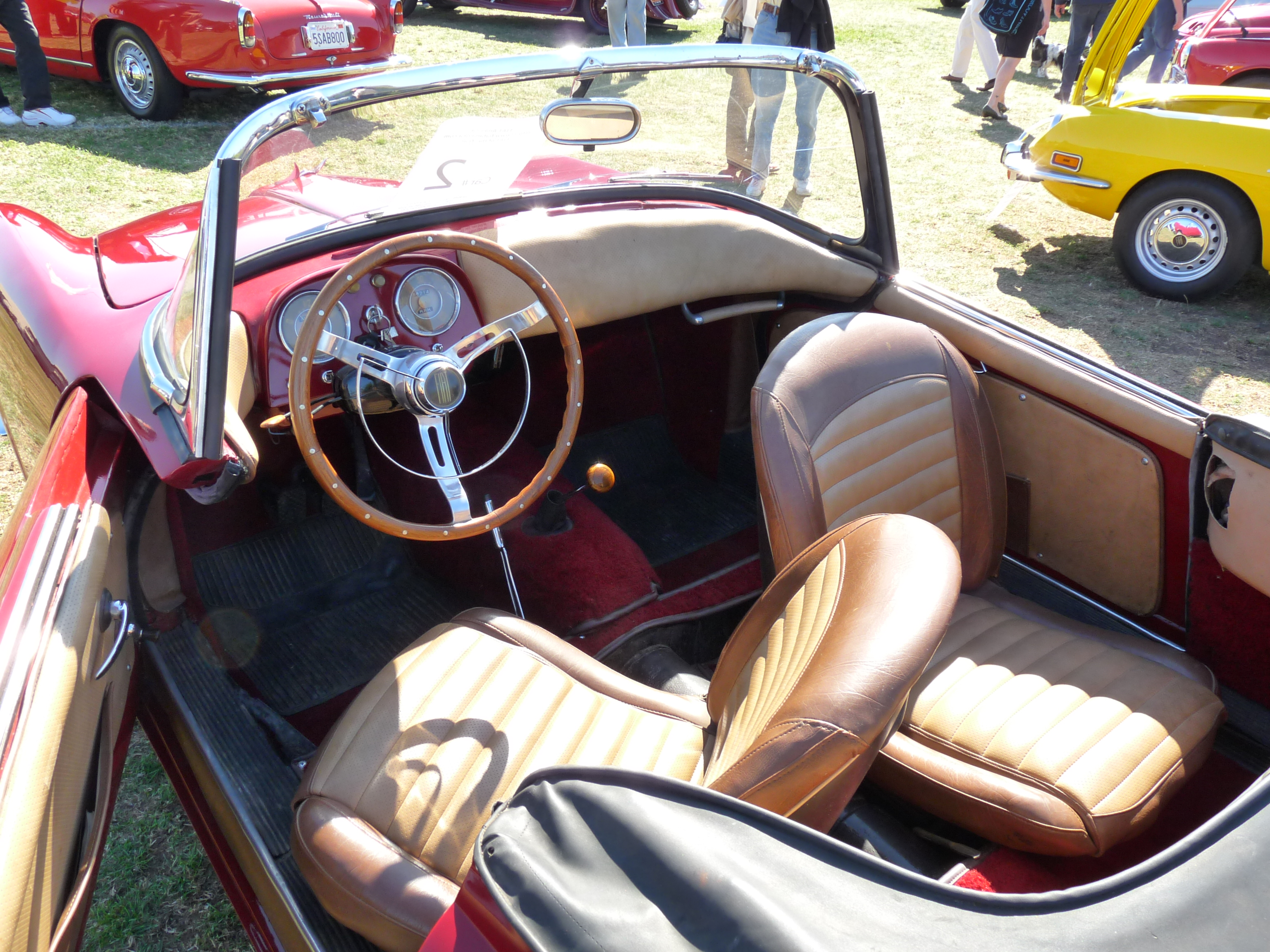

La diffusion de ce cabriolet fut relativement faible, en égard aux seules deux places offertes et au contexte de l'époque d'après-guerre, la grande majorité des automobilistes privilégiant les capacités de transport familial aux plaisirs de rouler en GT, cheveux au vent, pour un coût assez élevé. La Fiat 1100/103 TV Trasformabile était affichée au même prix que la berline Fiat 1900, 10 500 Francs suisses.
La « Fiat 1100/103 TV Trasformabile » évolue en 1956 en « Fiat 1100 TV-103 E » avec un moteur de 53 ch, sans aucune modification de carrosserie ni d'aménagement intérieur.
La version Fiat 1200 Spyder de 1957 reprend le moteur de 1,2 L de 55 ch de la Fiat 1200 Granluce. 
La Fiat 1200 Cabriolet Pininfarina lui succède en 1959.

## Versions
- 1955 : Fiat 1100/103 TV Trasformabile (50 ch) ;
- 1956 : Fiat 1100 TV-103 E (53 ch) ;
- 1957 : Fiat 1200 TV Spyder (55 ch).

## Compétition
Ce modèle participe aux prestigieuses Mille Miglia 1956 et Targa Florio 1957. 